# Direction générale des Impôts (Algérie)
 (décembre 2019).
Si vous disposez d'ouvrages ou d'articles de référence ou si vous connaissez des sites web de qualité traitant du thème abordé ici, merci de compléter l'article en donnant les références utiles à sa vérifiabilité et en les liant à la section « Notes et références ».
Pour les articles homonymes, voir Direction générale des Impôts (homonymie).
La direction générale des Impôts (DGI) est une direction de l'administration publique centrale algérienne qui dépend du ministère des Finances. La DGI gère la fiscalité de l'État algérien et des collectivités territoriales qui s'impose aux particuliers et aux entreprises, en définit les règles juridiques, en assure le recouvrement au moyen de son réseau territorial et en instruit les contentieux fiscaux. 

## Missions et organisation de la DGI
La DGI dispose de services centraux qui animent les missions des services décentralisés en matière d'assiette et de recouvrement des impôts des particuliers, des entreprises et des collectivités locales, le contrôle fiscal, le contentieux.

### Élaboration du droit fiscal
La DGI rédige les textes législatifs et réglementaires relatifs à la fiscalité ainsi que les instructions générales interprétatives nécessaires à leur application, et représente le ministère dans les négociations internationales en matière fiscale.

### Ordonnancement et recouvrement des impôts
En matière fiscale, la DGI gère la fiscalité professionnelle, personnelle et patrimoniale. 
Le service juridique de la Fiscalité produit les textes législatifs et réglementaires relatifs au recouvrement des recettes publiques.
Le service de la Gestion fiscale, établit l'assiette des impôts, droits, cotisations et taxes de toute nature (fonction d'ordonnancement : instruction, contrôle, liquidation) et leur recouvrement. En particulier, il établit l'assiette des impôts sur rôles (Impôt sur le revenu global (IRG), TF, TAP, etc). Il pilote également les recouvrement d'autres recettes publiques, en particulier les recettes non fiscales. 
Elle assure le dialogue avec le contribuable sous la forme d'un interlocuteur fiscal unique.

### Contrôle fiscal
La DGI dispose d'un service du Contrôle fiscal (CF), en administration centrale. 
La mission de contrôle fiscal s'appuie sur des directions nationales et spécialisées, dont les brigades généralistes assistées de brigades spécialisées (en informatique, finance et prix de transfert) sont chargées du contrôle des entreprises les plus importantes (par le chiffre d'affaires) au niveau national.

### Autres compétences, exercées par des services à compétence nationale
Les services à compétence nationale exercent une ou plusieurs compétences particulières sur l'ensemble du territoire algérien :
- la direction des Grandes Entreprises (DGE)
- La direction des Recherches et Vérifications (DRV)
- L'inspection générale des Services Fiscaux (IGSF)

## Direction
- Abderrahmane Raouya (2006-2017)
- Mohamed Ghanou (2017)
- Mustapha Zikara (2017-2019)
- Kamel Aissani (2019-2020)
- Amel Abdelatif (depuis février 2020)